# Angus Lake
Angus Lake är en sjö i Kanada.   Den ligger i provinsen British Columbia, i den sydvästra delen av landet, 3 700 km väster om huvudstaden Ottawa. Angus Lake ligger 82 meter över havet. Den ligger vid sjön Macallan Lake.
Trakten runt Angus Lake är nära nog obefolkad, med mindre än två invånare per kvadratkilometer.